# Andrew Crosby
Andrew „Andy” Crosby (ur. 5 listopada 1965 w Bella Coola) – kanadyjski wioślarz. Złoty medalista olimpijski z Barcelony.
Brał udział w trzech igrzyskach (IO 88, IO 92, IO 96). W 1992 wspólnie z kolegami triumfował w ósemce. W ósemce był również srebrnym medalistą mistrzostw świata w 1990 i 1991.